# Сливиньский, Анджей
Анджей Юзеф Сливиньский (пол. Andrzej Józef Śliwiński, 6 января 1939, Werblinia — 9 сентября 2009, Эльблонг, Варминско-Мазурское воеводство) — польский римско-католический священник, доктор теологии, вспомогательный епископ Хелмненский в 1986–1992 гг., Епархиальный епископ Эльблонгский в 1992–2003 гг., с 2003 года старший епископ Эльблонгской епархии.

## Биография
Он родился 6 января 1939 года в Верблине. Среднее образование получил в Collegium Leoninum в Вейхерово (1–2 классы) и в Collegium Marianum в Пельплине (3–4 классы), где в 1956 году получил диплом частной средней школы. Через год он сдал государственный экзамен на аттестат зрелости в Гданьске. В 1956-1961 годах он изучал философию и богословие в Высшей семинарии в Пельплине. Он был рукоположен в священники 17 декабря 1961 года в соборе Успения Пресвятой Богородицы в Пельплине епархиальным епископом Хелмно Казимиром Ковальским. В 1964-1968 годах завершил обучение в области догматического богословия на богословском факультете Люблинского католического университета, где в 1967 году получил степень магистра, а в 1972 году докторскую степень на основе диссертации «Представление о Народе Божием в современной экклезиологии».
В 1962-1964 годах был викарием в приходе св. Иосифа в Выгоде-Лачиньской. В последующие годы он занимался пастырским окормлением различных групп: здравоохранение (1968-1970), семья (1968-1972), академическая молодёжь (1974-1980) и моряки (1978-1992). В 1969–1980 годах работал судьёй в епископском суде. В епископской курии в 1970-1986 годах занимал должность канцлера, кроме того, был заместителем председателя организационного отдела и клерком Общества друзей Люблинского католического университета в пастырском отделе. В 1982 году он был назначен каноником тела капитула Хелмненского собора в Пельплине.
В 1968-1992 годах читал лекции в Высшей теологической семинарии в Пельплине: фундаментальное богословие, религиоведение и догматическое богословие. Он также читал лекции по догматическому богословию в Высшей семинарии в Эльблонге.
9 мая 1986 года Папа Иоанн Павел II назначил его вспомогательным епископом Хелминского диоцеза с титулярным епископом Аринделом. Рукоположен во епископа 15 июня 1986 года в Кафедральном соборе Успения Пресвятой Богородицы в Пельплине. Он был освящён кардиналом Юзефом Глемпом, примасом Польши, при содействии епархиальных епископов Хелмно: Мариана Пшикуцкого и вспомогательных епископов: Зигфрида Ковальского и Генрика Мушинского. Во время своего епископского призвания он принял слова «Illum oportet crescere» («Он должен расти»). В качестве вспомогательного епископа Хелмно он был генеральным викарием епархии и епископским викарием Берегового министерства, поэтому постоянно проживал в Гдыне. В то время он был директором местного епархиального богословского кабинета, а также пастором местного прихода Святого Сердца Иисуса. Входил в состав епархиального совета священников, коллегии советников и пастырского совета. Он также занимал должность просинодального эксперта.
25 марта 1992 года Иоанн Павел II перевёл его в должность епархиального епископа вновь созданной Эльблонгской епархии. Вход в собор св. Николая в Эльблонге состоялся 17 мая 1992 года. Он основал высшую духовную семинарию, Помезанское богословское училище в Эльблонге и Квидзыне, Епархиальный пастырский центр, Церковь св. Войцеха в Микошево, Дом формирования семьи в Эльблонге, Дом матери-одиночки в Эльблонге, епархиальные отделения Каритас и Католического действия, а также Епархиальное Радио Бис. Он учредил капитулы в соборе св. Иоанна Богослова в Квидзыне, соборе св. Войцеха в Прабутах и в коллегиальной церкви св. Матфея в Новы-Ставе. Он возглавлял куриальный совет и совет священников. В 1999 году он принимал Папу Иоанна Павла II в Эльблонге во время его апостольской поездки в Польшу.
В мае 2003 года, управляя автомобилем в состоянии алкогольного опьянения (с концентрацией алкоголя в выдыхаемом воздухе 0,8 промилле), он вызвал дорожно-транспортное происшествие на улице Эльблонга с участием трёх автомобилей, в котором пострадала молодая девушка. Суд удовлетворил его ходатайство об обвинительном приговоре без суда. В первой инстанции он был приговорён к 1,5 годам лишения свободы с условной отсрочкой исполнения приговора на трёхлетний испытательный срок, штрафу в размере 1000 злотых, запрету на вождение на один год и штрафу в размере 2400 злотых в пользу отделения неотложной помощи Wojewódzki Szpital Zespolony и 500 злотых на социальные цели. Через два дня после аварии Святой Престол отстранил его от епископских функций, а 2 августа 2003 года Иоанн Павел II принял отставку с обязанностей епархиального епископа Эльблонга.

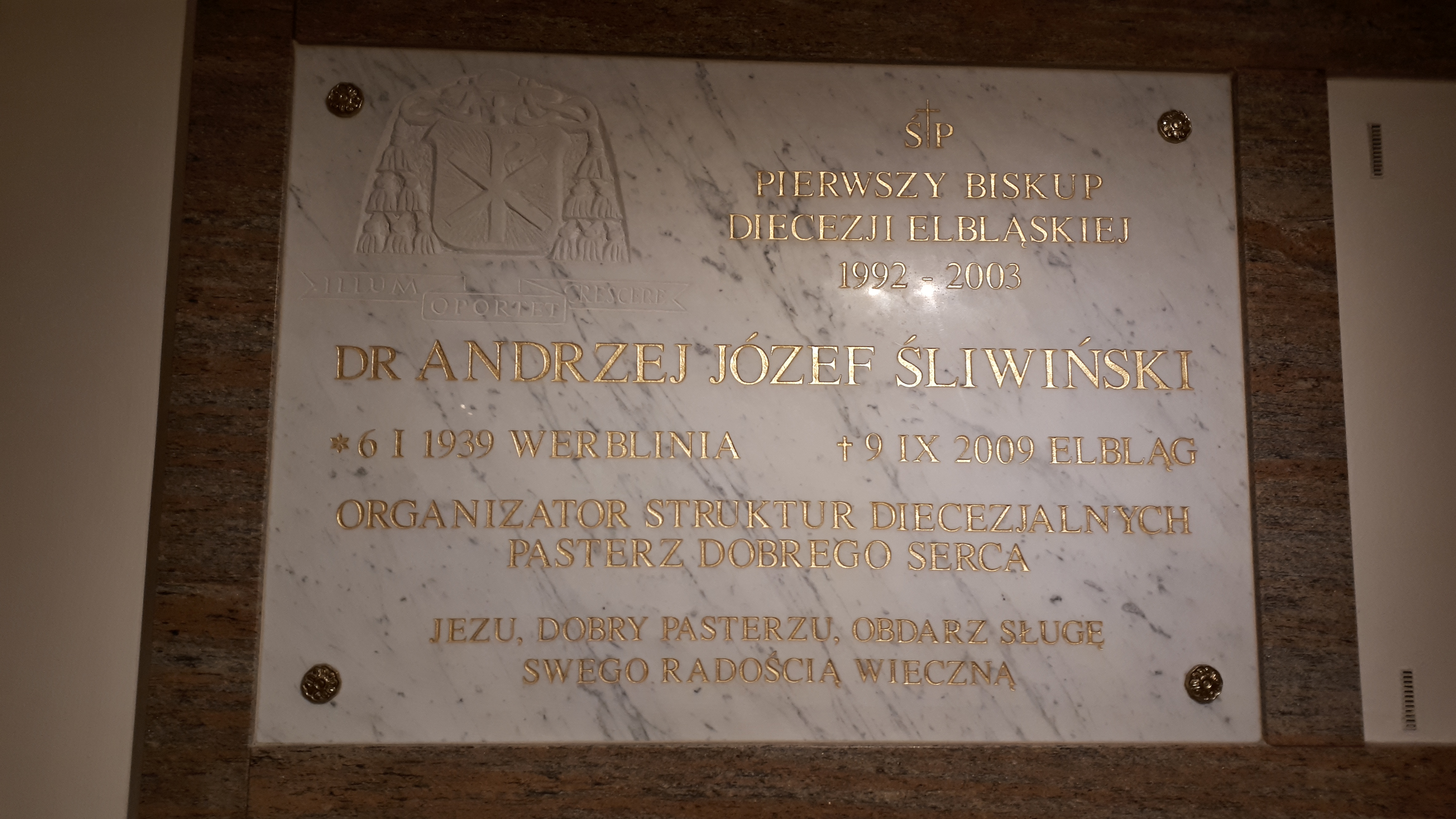
Могила Анджея Сливиньского в Эльблонгском соборе

В польском епископате он был председателем подкомитета по культуре здоровья и спорту, заместителем председателя комитета морского министерства и членом комитета министерства земледелия. Он также был президентом Католической спортивной ассоциации Республики Польша.
Умер 9 сентября 2009 года в кардиологическом отделении провинциальной больницы в Эльблонге. 14 сентября 2009 года похоронен в архиерейском склепе в подвале собора св. Николая в Эльблонге.